# The Three Musketeers
The Three Musketeers est une comédie musicale américaine écrite par William Anthony McGuire, Clifford Grey et Pelham Grenville Wodehouse, avec une musique de Rudolf Friml. Elle est basée sur le roman Les Trois Mousquetaires d'Alexandre Dumas.

## Production

### Débuts à Broadway

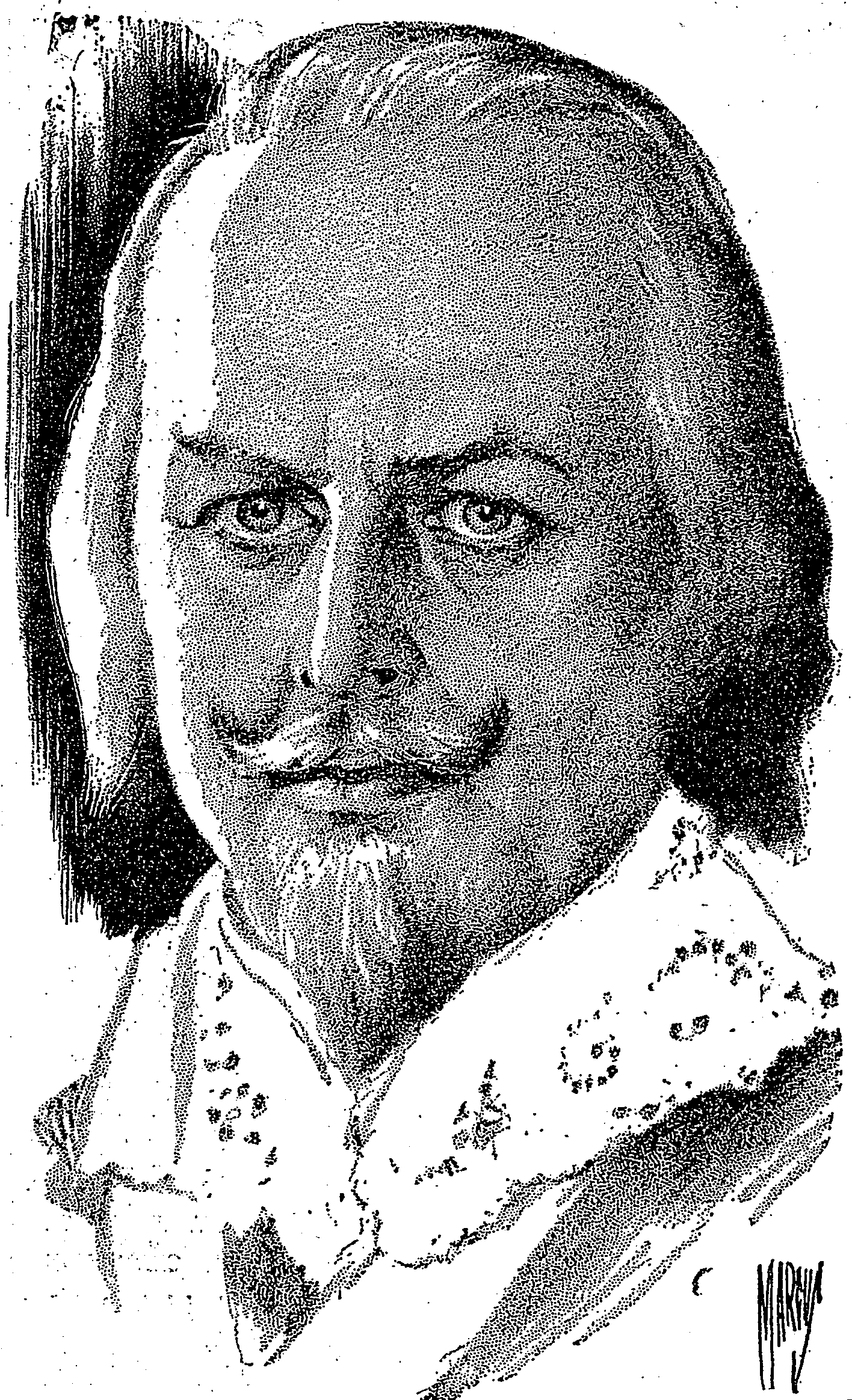
Dessin de 1928 de Reginald Owen dans le rôle du cardinal Richelieu

La production originale à Broadway est produite par Florenz Ziegfeld, mise en scène par William Anthony McGuire et chorégraphiée par Albertina Rasch. Elle ouvre le 13 mars 1928 au Lyric Theatre et dure 318 représentations. La distribution comprend Dennis King en D'Artagnan, Douglass Dumbrille en Athos, Detmar Poppen en Porthos, Joseph Macaulay en Aramis, Clarence Derwent en Louis XIII, Vivienne Segal en Constance Bonacieux et Reginald Owen dans le rôle du cardinal Richelieu,,.

### 1930 à Londres
La pièce est ensuite produite à West End, quartier de Londres, au théâtre de Drury Lane, en 1930 pour 242 représentations. Dennis King reprend son rôle, et les autres sont tenus par Marie Ney en Milady de Winter, Jerry Verno en Planchet, Webster Booth dans le rôle du duc de Buckingham et Arthur Wontner en cardinal de Richelieu,,.

### Retour à Broadway en 1984
En 1984, la comédie musicale fait son retour à Broadway, avec un nouveau livret de Mark Bramble, une mise en scène de Tom O'Horgan et Joe Layton et une chorégraphie de Lester Wilson,. Après quinze avant-premières, elle ouvre le 11 novembre au Broadway Theatre. Elle est arrêtée après seulement 9 représentations malgré une distribution composée de Michael Praed, Chuck Wagner, Ron Taylor, Brent Spiner, Roy Brocksmith, Liz Callaway, Marianne Tatum et Ed Dixon. Marianne Tatum est nommée pour le Drama Desk Award de la meilleure actrice dans une comédie musicale. Dans sa critique de la pièce pour le New York Times, Frank Rich explique : « The Three Musketeers, c'est un essai bon enfant pour pimenter l'opérette inspirée par Dumas de Rudolf Firml… Un peu comme ce que le New York Shakespeare Festival a fait avec The Pirates of Penzance il y a quelques saisons. Mais cette fois-ci, la matière source est bien en-dessous de Gilbert et Sullivan, et les nouveaux artifices n'ajoutent ni esprit, ni style, ni sensualité, ni éclat du showbiz… L'idée de Mark Bramble d'écrire un livret musical… C'est de réduire au minimum le livret. Le scénario baroque des Trois Mousquetaires est si frénétiquement et confusément transmis qu'aucun enfant ne comprendra probablement qui est le duc de Buckingham, ou pourquoi le cardinal Richelieu est si casse-pieds, ou pourquoi tout le monde court après une broche en diamant pendant tout l'acte II. […] Les personnages principaux […] semblent souvent être des remplaçants interchangeables des Trois Stooges. […] Joe Layton a essayé de donner à la pièce l'illusion de l'excitation en la mettant en scène à un rythme frénétique et en envoyant les acteurs courir dans les allées… [mais] tout le monde semble se précipiter inutilement juste pour rester occupé. Après un moment, la compagnie commence à ressembler à une troupe ambulante de Camelot sous amphétamines ».

### 2010 et 2011 en Corée du Sud
La pièce est produite en Corée du Sud entre le 15 décembre 2010 et la mi-janvier 2011. Elle compte au casting Cho Kyu-hyun et Jay Kim et alternance sur D'Artagnan, accompagnés de Dana Hong au Chungmu Arts Hall à Séoul. Elle est reprise entre le 3 novembre 2011 et la fin décembre 2011 avec Heo Young-saeng et Oh Won-bin,,.

## Numéros musicaux

### Acte I
1. Summer Time
2. All for One
3. The 'He' for Me
4. My Sword
5. Heart of Mine
6. My Sword and I
7. Vesper Bell
8. Dreams
9. Te Deum
10. March of the Musketeers
11. Colonel and Major
12. Love Is the Sun
13. Heart of Mine (reprise)
14. Welcome to the Queen

### Acte II
1. With Red Wine
2. My Belle
3. Kiss Before I Go
4. Pages
5. Queen of My Heart
6. Gossip
7. Until We Say Goodbye